# Tyszowce
Tyszowce là một thị trấn thuộc huyện Tomaszowski, tỉnh Lubelskie ở đông-nam Ba Lan. Thị trấn có diện tích 19 km². Đến ngày 1 tháng 1 năm 2011, dân số của thị trấn là 2123 người và mật độ 115 người/km².